# Ermita de la Virgen de la Peña (Salvatierra)
La ermita de la Virgen de la Peña se encuentra situada al norte del término municipal de Salvatierra de Esca, junto a la muga con Burgui (Navarra). La ermita está documentada desde 1521, aunque existen indicios de que anteriormente hubo en ese lugar una pequeña edificación dedicada a esta misma advocación.

## Origen
La ermita tiene su origen en los conflictos entre los pastores aragoneses y navarros, que llegaron a causar muertes. Ante esa situación la iglesia quiso poner paz, y así promovió la Cofradía de la Virgen de la Peña, que se funda en 1521;  en su origen esta cofradía admitía 20 miembros de Salvatierra y 10 de Burgui. En 1628 surge otra agrupación de vecinos de los dos pueblos, que centran su devoción en San José; la primera cofradía decae en el siglo XX, extinguiéndose en 1950, siendo sustituida por la de la de San José, que admite hasta 30 miembros, siendo regida por un prior, rotatorio por antigüedad.

## La ermita
La ermita se sitúa al borde de los cortados de la sierra del Baldún, que dan cara al sur;  a 1294 m de altitud. Los muros de la ermita son de mampostería de piedra concertada; dispone de una sola nave,  con bóveda de cañón, con lunetos, que se corresponde con las hornacinas que se abren en los muros. La cabecera es recta y se cubre con una bóveda de paños; a los pies de la ermita se levanta un coro. Todo el interior de la ermita queda decorado con pintura. Adosado a la ermita se conserva un aljibe; al otro lado de la ermita y separadas de ella se levantan unas edificaciones, también en mampostería, con las dependencias de los cofrades y un refugio. El conjunto de construcciones dejan en su interior un calle y una pequeña plazuela con un crucero de hierro.

## Romerías
La cofradía de San José organiza una romería el fin de semana más próximo al 8 de septiembre. Salvatierra acude el lunes de Pentecostés, día en que el Ayuntamiento ofrece a los romeros pan y vino; y también el 2 de agosto. Burgui la víspera de la Asunción; y Castilllonuevo el sábado más cercano al 20 de junio.

## Galería de imágenes

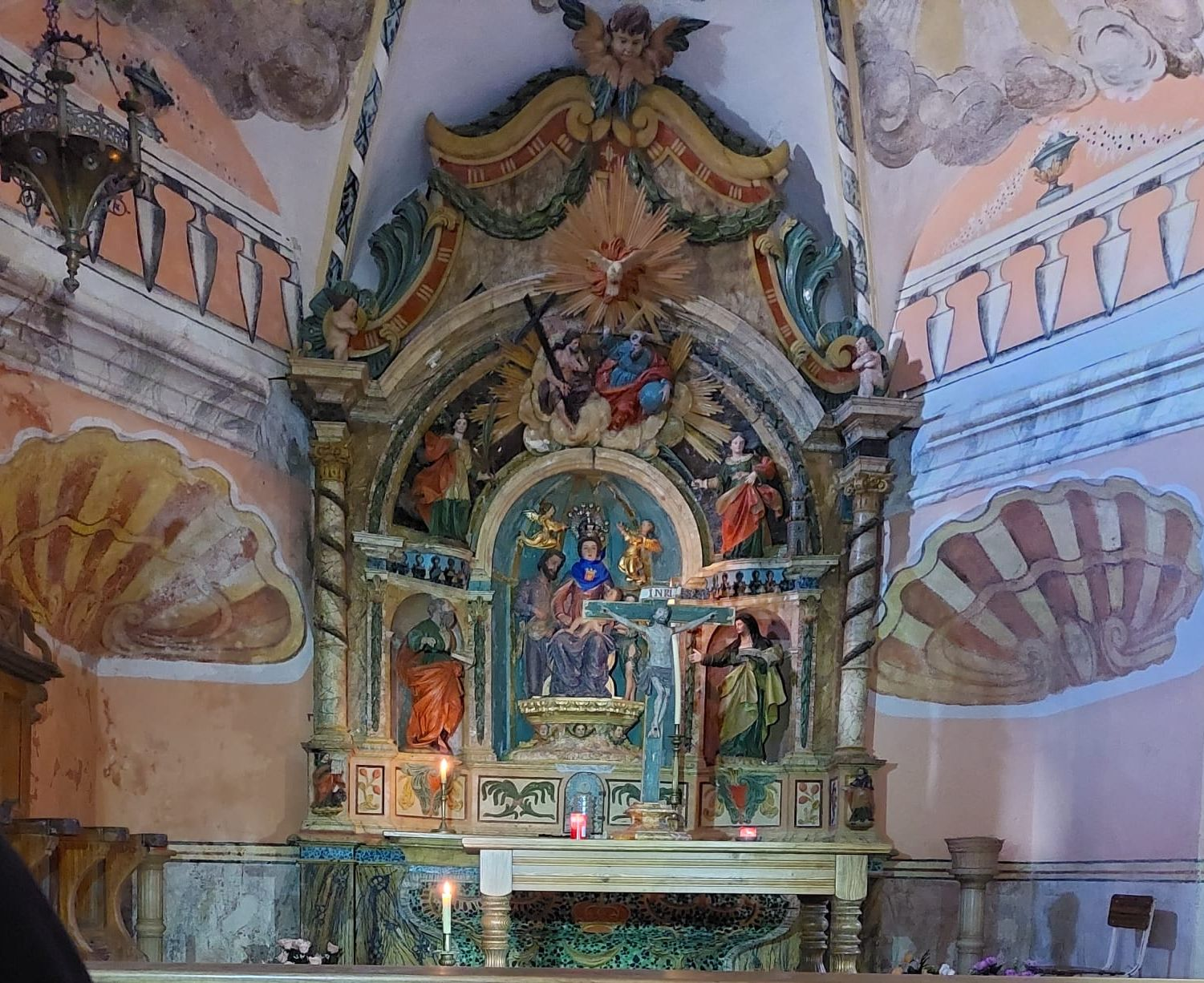
Retablo en la ermita
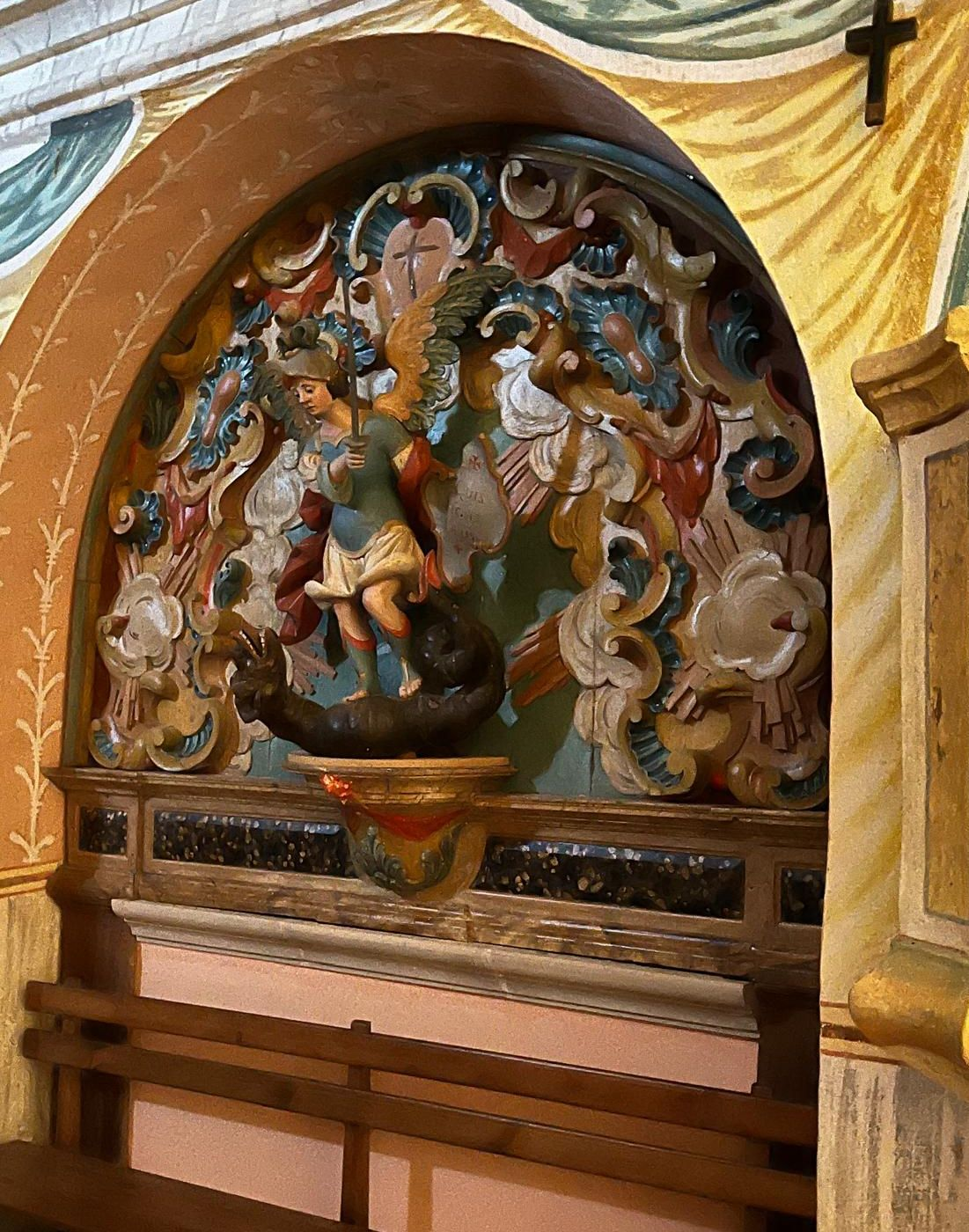
Imagen de San Miguel en la ermita
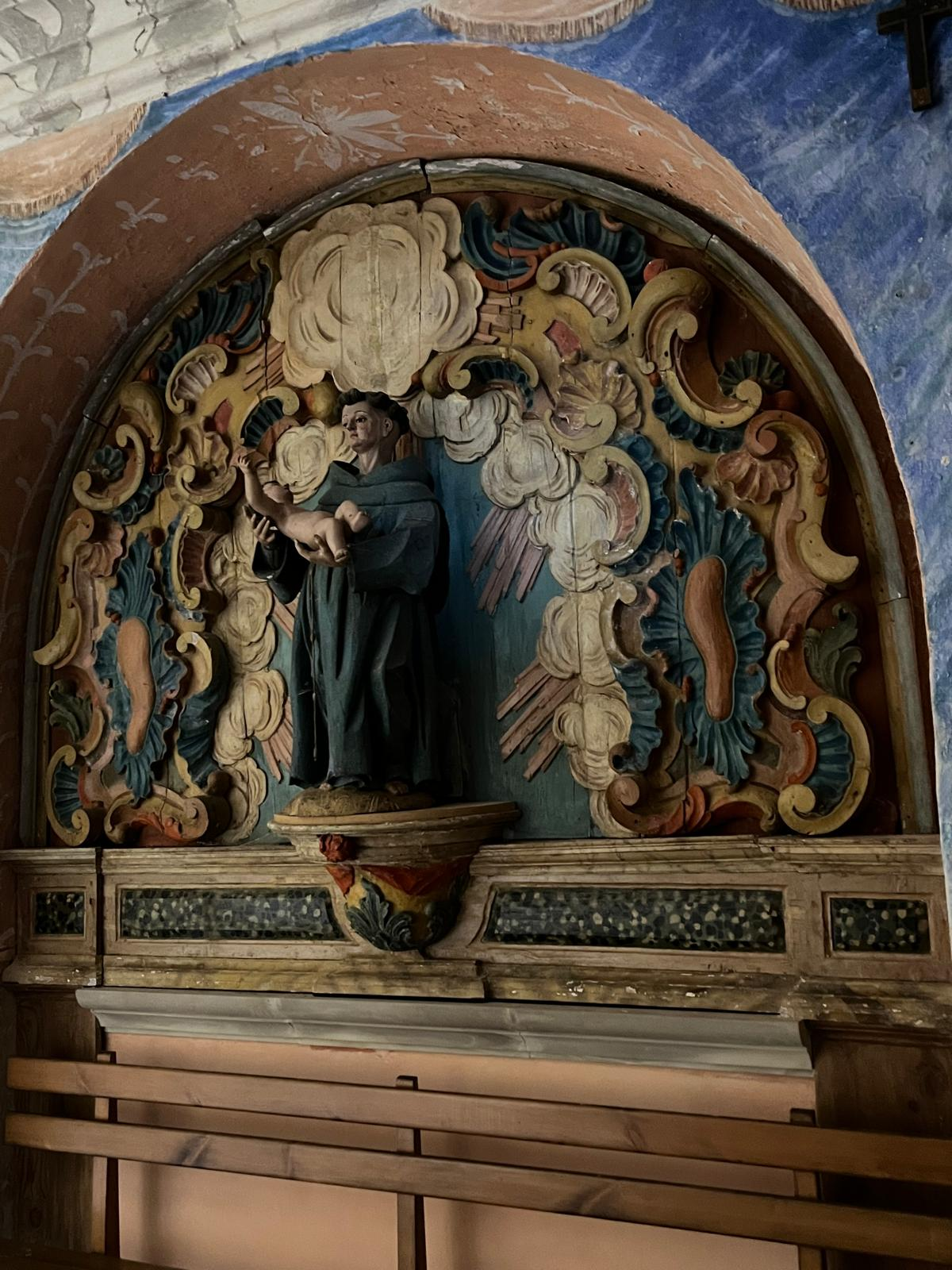
Imagen de San Antonio de Padua con el Niño Jesús
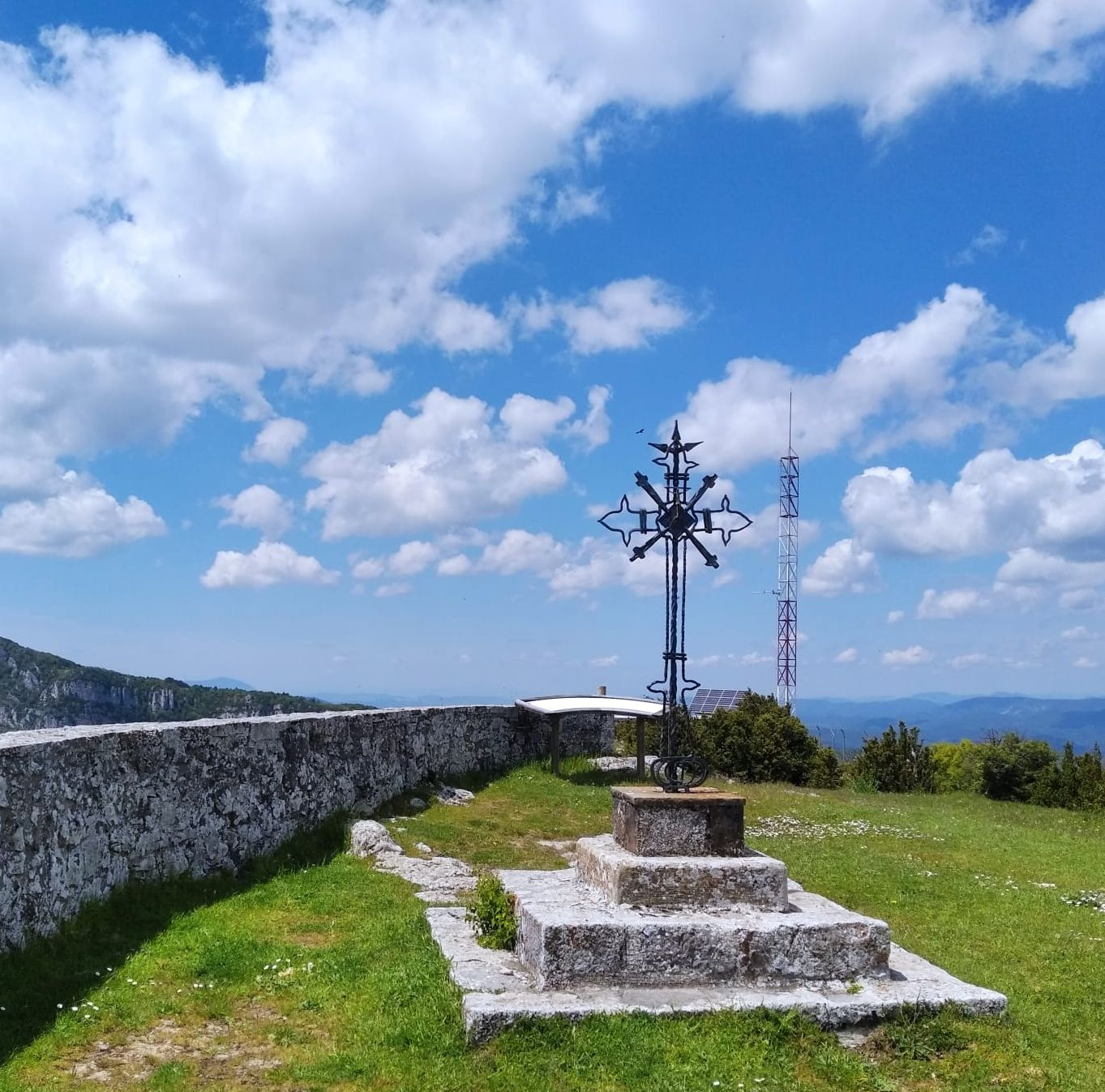
Crucero junto a la ermita